# UBE2D2
UBE2D2 (англ. Ubiquitin conjugating enzyme E2 D2) – білок, який кодується однойменним геном, розташованим у людей на короткому плечі 5-ї хромосоми. Довжина поліпептидного ланцюга білка становить 147 амінокислот, а молекулярна маса — 16 735.
| 10         |  | 20         |  | 30         |  | 40         |  | 50         |
| ---------- |  | ---------- |  | ---------- |  | ---------- |  | ---------- |
| MALKRIHKEL |  | NDLARDPPAQ |  | CSAGPVGDDM |  | FHWQATIMGP |  | NDSPYQGGVF |
| FLTIHFPTDY |  | PFKPPKVAFT |  | TRIYHPNINS |  | NGSICLDILR |  | SQWSPALTIS |
| KVLLSICSLL |  | CDPNPDDPLV |  | PEIARIYKTD |  | REKYNRIARE |  | WTQKYAM    |

A: Аланін

C: Цистеїн

D: Аспарагінова кислота

E: Глутамінова кислота

F: Фенілаланін

G: Гліцин

H: Гістидин

I: Ізолейцин

K: Лізин

L: Лейцин

M: Метіонін

N: Аспарагін

P: Пролін

Q: Глутамін

R: Аргінін

S: Серин

T: Треонін

V: Валін

W: Триптофан

Кодований геном білок за функцією належить до трансфераз. 
Задіяний у таких біологічних процесах, як убіквітинування білків, альтернативний сплайсинг. 
Білок має сайт для зв'язування з АТФ, нуклеотидами. 